# Green Lake (Wisconsin)
Green Lake is een plaats (city) in de Amerikaanse staat Wisconsin, en valt bestuurlijk gezien onder Green Lake County.

## Demografie
Bij de volkstelling in 2000 werd het aantal inwoners vastgesteld op 1100. In 2006 is het aantal inwoners door het United States Census Bureau geschat op 1153, een stijging van 53 (4,8%).

## Geografie
Volgens het United States Census Bureau beslaat de plaats een oppervlakte van 4,2 km², waarvan 3,6 km² land en 0,6 km² water. Green Lake ligt op ongeveer 260 m boven zeeniveau.

## Plaatsen in de nabije omgeving
De onderstaande figuur toont nabijgelegen plaatsen in een straal van 16 km rond Green Lake.